# Leeweg
Der Leeweg (auch Ochsenstraße) war ein Handels- und Verkehrsweg in Niederösterreich. Er führte von Absdorf über Neustift im Felde nach Krems an der Donau.